# Frozen Butterfly
「Frozen Butterfly」（フローズン・バタフライ）は、WOLF HOWL HARMONY from EXILE TRIBEの2枚目のシングル。2024年2月14日にrhythm zoneから発売
。

## 概要
WOLF HOWL HARMONY from EXILE TRIBEの2枚目のシングル。
楽曲プロデュースは前作「Sweet Rain」同様、T.Kura、Chaki Zulu 、DJ DARUMAが担当。「Sugar Honey」が2023年11月15日に配信リリース。
表題曲のミュージック・ビデオは、KADOKAWA DREAMSがゲスト参加。ミュージック・ビデオのテーマは“抑圧されていた感情の爆発”。Spikey Johnが監督を務めている。

## メディアでの使用
Sugar Honey
ナガシマリゾート「なばなの里 イルミネーション」CMソング
テレビ東京ドラマ『キス×kiss×キス〜LOVE ii SHOWER〜』オープニング主題歌
Frozen Butterfly
テレビ朝日ドラマ『離婚しない男-サレ夫と悪嫁の騙し愛-』主題歌
テレビ朝日『フリースタイル日本統一』テーマソング

## 収録曲

### CD
1. Frozen Butterfly
作詞：YVES&ADAMS、作曲：T.Kura・Chaki Zulu・JAY'ED
2. Sugar Honey
作詞：YVES・ADAMS、作曲：T.Kura・Chaki Zulu・Satoru Kurihara (Jazzin' park)
3. You&I
作詞：YVES&ADAMS、作曲：T.Kura・Chaki Zulu・JAY'ED

### DVD
1. Frozen Butterfly -Music Video-
2. Sugar Honey -Concept Video-
3. Frozen Butterfly -Behind the Scenes-
4. Sugar Honey -Behind the Scenes-